# Підсилювач заряду
Підсилювач заряду — це пристрій призначений для стикування п'єзоелектричних давачів, які мають великий активний внутрішній опір, з різноманітними вимірювальними приладами. Ідея підсилювача заряду вперше була запропонована та запатентована Вальтером Кістлером у 1950 році.

Рисунок 1. Схема підключення п'єзоелектричного давача до підсилювача заряду

Позначення на рисунку 1: B — п'єзоелектричний або ємнісний давач; A — інвертуючий лінійний підсилювач з коефіцієнтом підсилювання K; C — нормувальна ємність; UIN — напруга на вході підсилювача; UOUT — напруга на виході підсилювача.
П'єзоелектричний давач B підключається до входу інвертуючого підсилювача A через коаксіальний кабель або через виту пару.
Для того, щоб звести нанівець вплив паразитної ємності кабелю, який з'єднує давач та вхід підсилювача, використовується штучне збільшення ємності на вході підсилювача за допомогою ефекту Міллера. Лінійний підсилювач, який входить до складу підсилювача заряду, охоплений від'ємним зворотнім зв'язком через ємність {\displaystyle C}, це призводить до того, що на вході підсилювача з'являється додаткова ємність {\displaystyle C_{IN}=C\cdot (K+1)}.
У випадку ідеального підсилювача заряду напруга на виході підсилювача {\displaystyle U_{OUT}(t)} дорівнює відношенню заряду давача {\displaystyle Q(t)} до ємності зворотнього зв'язку {\displaystyle C}: {\displaystyle U_{OUT}(t)={Q(t) \over C}}.

## Спрощена модель підсилювача заряду

Рисунок 2. Еквівалентна схема, яка пояснює роботу підсилювача заряду

Позначення на рисунку 2: Q(t) — п'єзоелектричний або ємнісний давач; A — інвертуючий лінійний підсилювач з коефіцієнтом підсилювання K; CSEN — внутрішня ємність давача; CCAB — ємність кабелю; C — нормувальний конденсатор; UIN — напруга на вході підсилювача; UOUT — напруга на виході підсилювача.
На нижній частині рисунку 2 вхідна ємність підсилювача заряду позначена як CIN.
Для зручності деякі формули будуть представлені у операторній формі.

### Пояснення ефекту Мілера
Вхідний струм підсилювача заряду {\displaystyle I_{IN}} тече через нормувальну ємність {\displaystyle C}.
{\displaystyle U_{IN}-U_{OUT}={I_{IN} \over {p\cdot C}}},
Залежність вихідної напруги інвертуючого підсилювача від вхідної: {\displaystyle U_{OUT}=-K\cdot U_{IN}}.
{\displaystyle U_{IN}+K\cdot U_{IN}={I_{IN} \over {p\cdot C}}},
{\displaystyle U_{IN}\cdot (K+1)={I_{IN} \over {p\cdot C}}},
{\displaystyle {U_{IN} \over I_{IN}}\cdot (K+1)={1 \over {p\cdot C}}}.
Приймаючи до уваги, що {\displaystyle {U_{IN} \over I_{IN}}={1 \over {p\cdot C_{IN}}}}, маємо:
{\displaystyle {1 \over {p\cdot C_{IN}}}\cdot (K+1)={1 \over {p\cdot C}}},
{\displaystyle {1 \over C_{IN}}\cdot (K+1)={1 \over C}}.
Остаточно маємо залежність вхідної ємності підсилювача заряду {\displaystyle C_{IN}} від нормувальної ємності {\displaystyle C} та коефіцієнту підсилювання {\displaystyle K}:
{\displaystyle C_{IN}=C\cdot (K+1)}.

### Передавальна характеристика підсилювача заряду
Залежність напруги на виході інвертуючого підсилювача {\displaystyle U_{OUT}(t)} від напруги на вході інвертуючого підсилювача {\displaystyle U_{IN}(t)}:
{\displaystyle U_{OUT}(t)=-K\cdot U_{IN}(t)},
де {\displaystyle K} — коефіцієнт підсилювання інвертуючого підсилювача.
Залежність напруги на вході підсилювача {\displaystyle U_{IN}(t)} від значення заряду давача {\displaystyle Q(t)}:
{\displaystyle U_{IN}(t)={Q(t) \over {C_{SEN}+C_{CAB}+C_{IN}}}}.
Приймемо до уваги, що {\displaystyle C_{IN}=C\cdot (K+1)}.
Залежність напруги на вході підсилювача {\displaystyle U_{OUT}(t)} від значення заряду давача {\displaystyle Q(t)}:
{\displaystyle U_{OUT}(t)={-K}\cdot U_{IN}(t)={-K}\cdot {Q(t) \over {C_{SEN}+C_{CAB}+C_{IN}}}={-K}\cdot {Q(t) \over {C_{SEN}+C_{CAB}+C\cdot (K+1)}}}.
У підсумку маємо передавальну характеристику підсилювача заряду:
{\displaystyle U_{OUT}(t)=-{Q(t) \over C}\cdot {K \over {K+1}}\cdot {1 \over {1+{{C_{SEN}+C_{CAB}} \over {C\cdot (K+1)}}}}}.
Тобто, чим більше коефіцієнт підсилювання {\displaystyle K}, тим менше вплив ємностей давача {\displaystyle C_{SEN}} та кабелю {\displaystyle C_{CAB}} на вихідний сигнал {\displaystyle U_{OUT}}.
Якщо коефіцієнт підсилювання {\displaystyle K} дорівнює нескінченності, маємо ідеальний підсилювач заряду з передавальною характеристикою {\displaystyle U_{OUT}(t)=-{Q(t) \over C}}.
Важливою властивістю підсилювача заряду є незалежність вихідної напруги від довжини екранованого дроту, який з'єднує давач з входом підсилювача.

## Уточнена модель підсилювача заряду

Рисунок 3. Уточнена модель підсилювача заряду

На рисунках 3-I та 3-II показані еквівалентні схеми реального підсилювача заряду.
Для запобігання дрейфу вхідної напруги на вході аналогового підсилювача через вплив струму витоку входу аналогового підсилювача A, для стабілізації роботи аналогового підсилювача A, розробники вимушені доповнювати схему на рисунку 1 резистором R у ланці зворотнього зв'язку (див. рисунок 3-I) або резистором RIN на вході аналогового підсилювача (див. рисунок 3-II).

### Перетворення активного опору R у ланці зворотнього зв'язку на опір RINна вході лінійного інвертуючого підсилювача
Струм IIN на вході лінійного інвертуючого підсилювача A, охопленого від'ємним зворотнім зв'язком через резистор R:
{\displaystyle I_{IN}={{U_{IN}-U_{OUT}} \over {R}}={{U_{IN}+K\cdot U_{OUT}} \over {R}}={{U_{IN}\cdot (K+1)} \over {R}}}
Якщо переходимо від еквівалентної схеми на рисунку 3-I до еквівалентної схеми на рисунку 3-II, на вході лінійного інвертуючого підсилювача з'явиться резистор RIN.
Тоді знову визначимо струм IIN: {\displaystyle I_{IN}={{U_{IN}} \over {R_{IN}}}}.
Звідки маємо перетворення еквівалентної схеми на рисунку 3-I на еквівалентну схему на рисунку 3-II:
{\displaystyle {{U_{IN}\cdot (K+1)} \over {R}}={{U_{IN}} \over {R_{IN}}}}.
Отримаємо еквівалентний опір на вході лінійного інвертуючого підсилювача:
{\displaystyle R_{IN}={{R} \over {K+1}}}.

### Передавальна функція фізично здійсненого підсилювача заряду
{\displaystyle {dQ(t) \over dt}=(C_{SEN}+C_{CAB}+C_{IN})\cdot {{dU_{IN}(t)} \over {dt}}+{U_{IN}(t) \over R_{IN}}}.
{\displaystyle {p\cdot Q(p)}=p\cdot (C_{SEN}+C_{CAB}+C_{IN})\cdot {U_{IN}(p)}+{U_{IN}(p) \over R_{IN}}}.
{\displaystyle {p\cdot Q(p)\cdot R_{IN}}=p\cdot (C_{SEN}+C_{CAB}+C_{IN})\cdot {U_{IN}(p)\cdot R_{IN}}+{U_{IN}(p)}}
{\displaystyle {p\cdot Q(p)\cdot R_{IN}}=(p\cdot (C_{SEN}+C_{CAB}+C_{IN})\cdot {R_{IN}}+1)\cdot {U_{IN}(p)}}
{\displaystyle {p\cdot Q(p)\cdot R_{IN}}\cdot (C_{SEN}+C_{CAB}+C_{IN})=(p\cdot (C_{SEN}+C_{CAB}+C_{IN})\cdot {R_{IN}}+1)\cdot {U_{IN}(p)}\cdot (C_{SEN}+C_{CAB}+C_{IN})}
{\displaystyle \tau =R_{IN}\cdot (C_{SEN}+C_{CAB}+C_{IN})}
{\displaystyle p\cdot Q(p)\cdot \tau ={U_{IN}(p)}\cdot (p\cdot \tau +1)\cdot (C_{SEN}+C_{CAB}+C_{IN})}
Приймемо до уваги, що {\displaystyle C_{IN}=C\cdot (K+1)}.
{\displaystyle p\cdot Q(p)\cdot \tau ={U_{IN}(p)}\cdot (p\cdot \tau +1)\cdot (C_{SEN}+C_{CAB}+C\cdot (K+1))}
{\displaystyle {U_{IN}(p)}={Q(p)\cdot {{p\cdot \tau } \over {(p\cdot \tau +1)\cdot (C_{SEN}+C_{CAB}+C\cdot (K+1))}}}}
Залежність напруги на виході інвертуючого підсилювача {\displaystyle U_{OUT}(p)} від напруги на вході інвертуючого підсилювача {\displaystyle U_{IN}(p)}:
{\displaystyle U_{OUT}(p)=-K\cdot U_{IN}(p)=-K\cdot {Q(p)\cdot {1 \over {C_{SEN}+C_{CAB}+C\cdot (K+1)}}\cdot {{p\cdot \tau } \over {(p\cdot \tau +1)}}}},
де {\displaystyle K} — коефіцієнт підсилювання інвертуючого підсилювача.
У підсумку маємо передавальну функцію реального підсилювача заряду:
{\displaystyle H(p)={{U_{OUT}(p)} \over {Q(p)}}=-{1 \over C}\cdot {K \over {K+1}}\cdot {1 \over {1+{{C_{SEN}+C_{CAB}} \over {C\cdot (K+1)}}}}\cdot {{p\cdot {\tau }} \over {1+p\cdot {\tau }}}}.

### Частотна характеристика фізично здійсненого підсилювача заряду
{\displaystyle p={j\cdot \omega }}
Комплексна частотна характеристика реального підсилювача заряду
{\displaystyle H({j\cdot {\omega }})={{U_{OUT}(j\cdot {\omega })} \over {Q(j\cdot {\omega })}}=-{1 \over C}\cdot {K \over {K+1}}\cdot {1 \over {1+{{C_{SEN}+C_{CAB}} \over {C\cdot (K+1)}}}}\cdot {{j\cdot {\omega }\cdot {\tau }} \over {1+j\cdot {\omega }\cdot {\tau }}}}
Модуль комплексної частотної характеристики реального підсилювача заряду
{\displaystyle A(\omega )=\left\vert H({j\cdot {\omega }})\right\vert =\left\vert {{U_{OUT}(j\cdot {\omega })} \over {Q(j\cdot {\omega })}}\right\vert =-{1 \over C}\cdot {K \over {K+1}}\cdot {1 \over {1+{{C_{SEN}+C_{CAB}} \over {C\cdot (K+1)}}}}\cdot {\sqrt {{{({\omega }\cdot {\tau })}^{2}} \over {1+{({\omega }\cdot {\tau })}^{2}}}}},
де {\displaystyle \omega ={2\cdot {\pi }\cdot f}} — кутова частота.
Остаточно маємо
{\displaystyle A(f)=-{1 \over C}\cdot {K \over {K+1}}\cdot {1 \over {1+{{C_{SEN}+C_{CAB}} \over {C\cdot (K+1)}}}}\cdot {\sqrt {{({{f} \over {f_{0}}})^{2}} \over {1+({{f} \over {f_{0}}})^{2}}}}},
{\displaystyle f_{0}={{1} \over {2\cdot {\pi }\cdot {\tau }}}} — нижня межа смуги пропускання.
З цього можна зробити висновок, що реальний підсилювач заряду є фільтром верхніх частот з нижньою межею смуги пропускання {\displaystyle f_{0}={{1} \over {2\cdot {\pi }\cdot {\tau }}}}, тобто він не здатен підсилювати постійну складову заряду.